# Thanh Bình, Hải Dương
Thanh Bình là một phường thuộc thành phố Hải Dương, tỉnh Hải Dương, Việt Nam.

## Địa lý
Phường Thanh Bình nằm ở phía tây thành phố Hải Dương, có vị trí địa lý:
- Phía đông giáp các phường Bình Hàn, Lê Thanh Nghị, Tân Bình
- Phía tây giáp phường Tứ Minh
- Phía nam giáp phường Tân Bình
- Phía bắc giáp phường Cẩm Thượng và phường Việt Hòa.

Phường Thanh Bình có diện tích là 2,62 km², dân số năm 2018 là 45.342 người, mật độ dân số đạt 17.306 người/km².

## Lịch sử

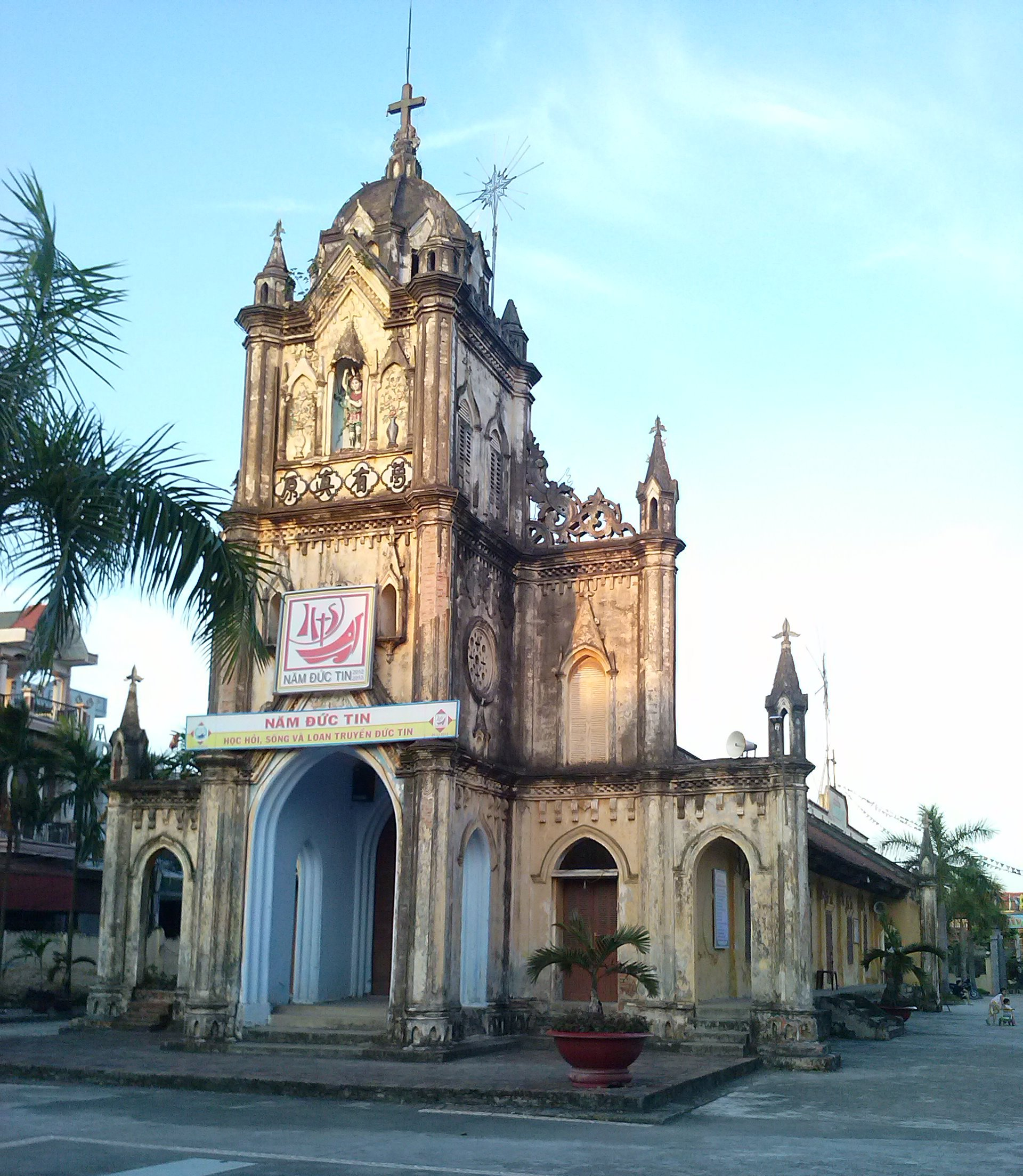
Nhà Thờ Giáo xứ Tân Kim

Sau năm 1945, Thanh Bình là một xã thuộc huyện Cẩm Giàng. Năm 1969, xã được sáp nhập vào thị xã Hải Dương (nay là thành phố Hải Dương).
Ngày 28 tháng 10 năm 1996, Chính phủ ban hành Nghị định số 64-CP. Theo đó, thành lập phường Thanh Bình trên cơ sở toàn bộ 365 ha diện tích tự nhiên và 15.378 người của xã Thanh Bình.
Ngày 23 tháng 9 năm 2009, Chính phủ ban hành Nghị quyết số 47/NQ-CP. Theo đó:
- Điều chỉnh 15,65 ha diện tích tự nhiên và 884 người của phường Thanh Bình về phường Lê Thanh Nghị quản lý
- Thành lập phường Tân Bình trên cơ sở điều chỉnh 261,19 ha diện tích tự nhiên và 12.393 người của phường Thanh Bình.

Sau khi điều chỉnh địa giới hành chính, phường Thanh Bình còn lại 271,24 ha diện tích tự nhiên và 8.869 người.
Ngày 16 tháng 10 năm 2019, Ủy ban Thường vụ Quốc hội ban hành Nghị quyết số 788/NQ-UBTVQH14 về việc sắp xếp các đơn vị hành chính cấp huyện, cấp xã thuộc tỉnh Hải Dương (nghị quyết có hiệu lực từ ngày 1 tháng 12 năm 2019). Theo đó:
- Điều chỉnh 1,23 ha diện tích tự nhiên và 458 người của phường Tứ Minh; 2,31 ha diện tích tự nhiên của phường Việt Hòa; 6,07 ha diện tích tự nhiên của phường Cẩm Thượng về phường Thanh Bình
- Điều chỉnh 8,70 ha diện tích tự nhiên và 31 người của phường Thanh Bình về phường Tứ Minh
- Điều chỉnh 2,95 ha diện tích tự nhiên của phường Thanh Bình về phường Việt Hòa
- Điều chỉnh 1,06 ha diện tích tự nhiên của phường Thanh Bình về phường Cẩm Thượng
- Điều chỉnh 6,32 ha diện tích tự nhiên và 352 người của phường Thanh Bình về phường Bình Hàn
- Điều chỉnh 2,02 ha diện tích tự nhiên và 28 người của phường Thanh Bình về phường Phạm Ngũ Lão.

Sau khi điều chỉnh địa giới hành chính, phường Thanh Bình còn lại 262,89 ha diện tích tự nhiên và 45.342 người.

## Di tích
- Đền Sượt[8]